# 姚光泮
姚光泮（1538年—？），字繼昭，號同菴，廣東廣州府南海縣人，民籍，明朝政治人物。

## 生平
嘉靖四十年（1561年）辛酉科廣東鄉試第三十五名，嘉靖四十四年（1565年）乙丑科進士。吏部观政，本年六月授行人，隆慶二年（1568年）五月选授山西道監察御史。隆慶六年（1572年）七月出任泉州府知府。万历三年（1575年）京考降调，四年四月降滨州判官，五年三月升潯州府推官，七年調慶遠府推官，本年升池州府同知，九年三月給假。十二年正月復除桂林府，十四年正月致仕。

## 家族
曾祖姚覆遐；祖父姚經；父姚文粹，累赠御史，母郭氏，封太孺人；本生父姚文宽，累赠御史；母梁氏，封太孺人。兄光普、光宇、光典、光翰、光世，俱庠生；光南（举人）、光虞（都察院经历）、光國、弟光学、光业、光泰。